# Lipwidi
Lipwidi ist ein Verwaltungsbezirk (Ward) des Distrikts Mtwara in der tansanischen Region Mtwara. 

## Geografie
Lipwidi liegt im Südosten von Tansania etwa 40 Kilometer westlich der Stadt Mtwara. Die Fläche des Bezirks beträgt 89 Quadratkilometer. Bei der Volkszählung 2022 lebten hier 4007 Menschen in 1135 Haushalten.

## Gliederung
Der Bezirk besteht aus drei Gemeinden (Mtaa) mit neun Orten (Kitongoji):
| Lipwidi - Natolo - Zahanati - Namkapi - Mnadi Uhai | Mtama - Mnima - Chivalala | Nambela - Nambela - Sakamwende - Naulutu |

## Wirtschaft und Infrastruktur
- Gesundheit: Im Bezirk gibt es zwei staatliche Apotheken, je eine in den Orten Lipwidi[6] und Mtama.[7]